# Applications ouvertes et fermées
 (janvier 2021).
Si vous disposez d'ouvrages ou d'articles de référence ou si vous connaissez des sites web de qualité traitant du thème abordé ici, merci de compléter l'article en donnant les références utiles à sa vérifiabilité et en les liant à la section « Notes et références ».
En mathématiques, et plus précisément en topologie, une application ouverte est une application entre deux espaces topologiques envoyant les ouverts de l'un vers des ouverts de l'autre. De même, une application fermée envoie les fermés du premier espace vers des fermés du second.

## Définitions
Soient deux espaces topologiques {\displaystyle X} et {\displaystyle Y} ; on dit qu'une application {\displaystyle f} de {\displaystyle X} vers {\displaystyle Y} est ouverte si pour tout ouvert {\displaystyle U} de {\displaystyle X}, l'image {\displaystyle f(U)} est ouverte dans {\displaystyle Y} ; de même, on dit que {\displaystyle f} est fermée si pour tout fermé {\displaystyle U} de {\displaystyle X}, l'image {\displaystyle f(U)} est fermée dans {\displaystyle Y}.
Dans les deux cas, il n'est pas nécessaire que {\displaystyle f} soit continue ; bien que les définitions puissent paraître semblables, les applications ouvertes ou fermées jouent un rôle bien moins important en topologie que les applications continues, pour lesquelles c'est l'image réciproque de tout ouvert de {\displaystyle Y} qui doit être un ouvert de {\displaystyle X}.
Une application {\displaystyle f:X\to Y}est dite relativement ouverte si sa corestriction {\displaystyle X\to f(X)} est ouverte.

## Exemples
- L'application continue {\displaystyle f:\mathbb {R} \to \mathbb {R} } définie par {\displaystyle f(x)=x^{2}} est (propre donc) fermée, mais non ouverte.
- L'application identité d'un espace {\displaystyle Y} est un homéomorphisme, donc est continue, ouverte et fermée. Mais si {\displaystyle Y} est un sous-espace de {\displaystyle X}, l'inclusion de {\displaystyle Y} dans {\displaystyle X} n'est ouverte que si {\displaystyle Y} est ouvert dans {\displaystyle X}, puisque l'image de toute application ouverte est un ouvert de l'espace d'arrivée. Préciser l'ensemble d'arrivée de l'application est donc essentiel. Il en va de même en remplaçant « ouvert(e) » par « fermé(e) ».
- La bijection {\displaystyle f} de {\displaystyle [0,2\pi [} dans le cercle unité qui à tout angle {\displaystyle \theta } associe le point d'affixe {\displaystyle e^{i\theta }} est continue, donc sa bijection réciproque {\displaystyle f^{-1}} est ouverte et fermée (mais discontinue au point d'affixe {\displaystyle 1}). Ceci montre que l'image d'un compact par une application ouverte ou fermée n'est pas nécessairement compacte.
- Si {\displaystyle Y} est muni de la topologie discrète (c'est-à-dire si tous les sous-ensembles de {\displaystyle Y} sont à la fois ouverts et fermés), toutes les applications {\displaystyle f:X\to Y} sont ouvertes et fermées, mais non nécessairement continues. Ainsi, la fonction partie entière allant de {\displaystyle \mathbb {R} } vers les entiers {\displaystyle \mathbb {Z} } est ouverte et fermée, mais non continue[1]. Cet exemple montre également que l'image d'un espace connexe par une application ouverte ou fermée n'est pas nécessairement connexe.
- Sur tout produit d'espaces topologiques {\displaystyle X=\prod X_{i}}, les projections canoniques {\displaystyle p_{i}:X\to X_{i}} sont ouvertes (et continues). Comme les projections des fibrés s'identifient localement à des projections canoniques de produits, ce sont également des applications ouvertes. En revanche, les projections canoniques ne sont généralement pas des applications fermées : si {\displaystyle p_{1}:\mathbb {R} ^{2}\to \mathbb {R} } est la projection sur la première composante ( {\displaystyle p_{1}(x,y)=x} ) et si {\displaystyle A=\left\{\left(x,1/x\right)~|~x\neq 0\right\}}, {\displaystyle A} est un fermé de {\displaystyle \mathbb {R} ^{2}} , mais {\displaystyle p_{1}(A)=\mathbb {R} \backslash \{0\}} n'est pas fermé. Cependant, si {\displaystyle X_{2}} est compact, la projection {\displaystyle X_{1}\times X_{2}\to X_{1}} est fermée ; ce résultat est essentiellement équivalent au lemme du tube.

## Propriétés
Une application {\displaystyle f:X\to Y} est ouverte si et seulement si pour tout {\displaystyle x} de {\displaystyle X} et pour tout voisinage {\displaystyle U} de {\displaystyle x}, {\displaystyle f(U)} est un voisinage de {\displaystyle f(x)}.
Pour montrer qu'une application est ouverte, il suffit de le vérifier sur une base de l'espace de départ {\displaystyle X}. Autrement dit, {\displaystyle f:X\to Y} est ouverte si et seulement si l'image par {\displaystyle f} de chaque ouvert d'une base de {\displaystyle X} est ouverte.
Les applications ouvertes et fermées peuvent aussi être caractérisées en termes d'intérieurs et d'adhérences. Une application {\displaystyle f:X\to Y} est :
- ouverte si et seulement si, pour toute partie {\displaystyle A} de {\displaystyle X}, {\displaystyle f\left(\mathrm {int} (A)\right)\subset \mathrm {int} \left(f(A)\right)} ;
- fermée si et seulement si, pour toute partie {\displaystyle A} de {\displaystyle X}, {\displaystyle {\overline {f(A)}}\subset f({\overline {A}})}.

La composée de deux application ouvertes est ouverte, la composée de deux application fermées est fermée.
Le produit de deux applications ouvertes est ouvert, mais, en général, le produit de deux applications fermées n'est pas fermé.
Pour toute bijection {\displaystyle f:X\to Y} la bijection réciproque {\displaystyle f^{-1}:Y\to X} est continue si et seulement si {\displaystyle f} est ouverte (ou fermée, ce qui est équivalent pour une bijection).
Si {\displaystyle f:X\to Y} est une application continue qui est soit ouverte, soit fermée, alors :
- si {\displaystyle f} est une surjection, {\displaystyle f}est une application quotient, c'est-à-dire que {\displaystyle Y} a la topologie la plus fine pour laquelle {\displaystyle f} est continue ;
- si {\displaystyle f} est une injection, c'est un plongement topologique, c'est-à-dire que {\displaystyle X} et {\displaystyle f(X)} sont homéomorphes (par {\displaystyle f} ;
- si {\displaystyle f} est une bijection, c'est un homéomorphisme.

Dans les deux premiers cas, être ouvert ou fermé n'est qu'une condition suffisante ; c'est également une condition nécessaire dans le dernier cas.

## Théorèmes de caractérisation
Il est souvent utile d'avoir des conditions générales garantissant qu'une application est ouverte ou fermée. Les résultats suivants sont parmi les plus fréquemment employés.
Toute application continue d'un espace compact vers un espace séparé est (propre donc) fermée.
En analyse fonctionnelle, le théorème de Banach-Schauder (connu également sous le nom de théorème de l'application ouverte) dit que tout opérateur linéaire continu surjectif entre espaces de Banach est une application ouverte.
En analyse complexe, le théorème de l'image ouverte dit que toute fonction holomorphe non constante définie sur un ouvert connexe du plan complexe est une application ouverte.
En géométrie différentielle, une partie du théorème d'inversion locale dit qu'une fonction continument différentiable entre espaces euclidiens, dont la matrice jacobienne est inversible en un point donné, est une application ouverte dans un voisinage de ce point. Plus généralement, si une application {\displaystyle F:U\to \mathbb {R} ^{m}} d'un ouvert {\displaystyle U\subset \mathbb {R} ^{n}} dans {\displaystyle \mathbb {R} ^{m}} est telle que la différentielle {\displaystyle dF(x)} est surjective en tout point {\displaystyle X\in U}, alors {\displaystyle F} est une application ouverte.
Enfin, le théorème de l'invariance du domaine (dû à Brouwer, et utilisant son célèbre théorème du point fixe) dit qu'une application continue et localement injective entre deux variétés topologiques de même dimension finie est ouverte.

### Note
1. ↑  Considérée comme une application de R vers R, elle est encore fermée, mais n'est plus ouverte.

### Référence
N. Bourbaki, Éléments de mathématique, livre III : Topologie générale [détail des éditions], chap. I, § 5